# PMS1
PMS1‏ (PMS1 homolog 1, mismatch repair system component) هوَ بروتين يُشَفر بواسطة جين PMS1 في الإنسان.